# Sofia Goubaïdoulina
Sofia Asgatovna Goubaïdoulina (en russe : София Асгатовна Губайдулина) est une compositrice soviétique, puis russe, née le 24 octobre 1931 à Tchistopol en RSSA tatare (RSFS de Russie, Union soviétique) et morte le 13 mars 2025 à Appen en Allemagne, pays où elle était installée depuis son exil en 1991. 
Elle est l'autrice d'une centaine d'œuvres, relevant de différentes formes musicales : la symphonie, le concerto, la musique de chambre, les œuvres pour la scène, mais aussi la musique de film et de télévision.

## Biographie
Sofia Goubaïdoulina est la fille d'un ingénieur géodésique (lui même fils d’un mollah), mais la religion est un sujet proscrit au sein de sa famille, pour ne pas attirer l'attention du NKVD. Elle ne reçoit pas d'éducation religieuse.
Elle effectue ses études musicales au Conservatoire de Kazan, capitale du Tatarstan où sa famille a déménagé en 1932. En 1937, cette famille acquiert un piano à queue qui fascine la fillette et lui fait découvrir la musique. Elle étudie dès 1949, avec Grigory Kogan (piano) et Albert Leman (composition) et est diplômée en 1954. Elle poursuit son cycle au Conservatoire Tchaïkovski de Moscou pour étudier le piano avec Iakov Zak et la composition avec Nikolaï Peïko.
De 1954 à 1959, elle est assistante de Dmitri Chostakovitch. En 1959, elle présente une Symphonie de chambre pour son examen de composition, peu appréciée du jury, mais en privé, Chostakovitch l’encourage, au contraire, à persévérer dans cette direction. Après avoir obtenu son diplôme supérieur en 1963 et avoir été reçue au sein de l'Union des compositeurs soviétiques, elle étudie la composition avec Vissarion Chebaline,. Sa première œuvre importante, un quintette avec piano, y fut créée en 1958.
Entre 1963 et 1985, elle compose dix-neuf musiques de film.
En 1969 et 1970, Sofia Goubaïdoulina fonde un studio expérimental de musique électronique. À l’instigation de la pianiste Maria Youdina, elle se fait baptiser le 25 mars 1970 à Moscou au sein de l’Église orthodoxe russe. Elle devient membre de l'Ensemble Astreya (1975–1981), aux côtés des compositeurs Viatcheslav Artiomov et Viktor Sousline (depuis 1991), avec qui elle improvise sur des instruments rares d'Europe de l'Est, ainsi que sur des instruments rituels. Elle compose en 1972 Stufen, symphonie en sept mouvements, et en 1976 L'Heure de l'âme sur un poème de Marina Tsvetaïeva. En 1979, elle est mentionnée sur une liste noire de musiciens, établie par Tikhon Khrennikov (chef de l'Union des compositeurs soviétiques). Elle y figure avec six autres « décadents » (dont Edison Denisov). Cette année-là, elle crée un duo pour violoncelle et orgue, intitulé In croce.
En 1988, le musicologue Nicolas Slonimsky considère que les compositeurs « Alfred Schnittke, Edison Denisov (prénommé ainsi en hommage à Thomas Edison) et Sofia Goubaïdoulina sont très estimés parmi les compositeurs du monde entier ».
En 1981, le violoniste Gidon Kremer interprète son concerto Offertorium et la fait connaître du monde musical international. Outre Kremer, d'autres artistes ont été séduits par l'œuvre de la compositrice, tels que le Kronos Quartet, le Quatuor Arditti, le percussionniste Mark Pekarski, Valery Popov, Vladimir Tonkha, les chefs d'orchestre Simon Rattle, Guennadi Rojdestvenski et les solistes Mstislav Rostropovitch et Anne-Sophie Mutter. Cette dernière, lors de la découverte du concerto pour violon qui lui est dédié In tempus praesens (2007), a dit : « Ce fut, sans exagérer, la plus grande expérience que j'ai vécue avec une partition contemporaine. Cette pièce est d'une extrême densité émotionnelle ».
Compositrice indépendante, « elle puise son inspiration aux sources de la poésie et de la spiritualité », ce qui rend parfois ses relations difficiles avec l'Union des compositeurs soviétiques et notamment Tikhon Khrennikov. Ses compositions sont influencées par ses origines tatares, qui ont un profond effet sur ses œuvres, et toutes formes de musiques rituelles, par la mystique chrétienne et la philosophie orientale, qui se reflètent dans le choix de ses titres ou l'usage de textes latins, allemands et italiens.
Elle a reçu de nombreux prix, dont le prix international du disque Koussevitzky (1989 et 1994), le prix Franco Abbiato (1991), le Heidelberger Künstlerinnenpreis (1991) et le prix de l'État russe (1992).
Depuis 1992, elle s'est installée près de Hambourg en Allemagne,, tout en gardant sa citoyenneté russe. Elle épouse Piotr Mechtchaninov en 1991 avec qui elle collaborait depuis longtemps. Il meurt en 2006.
En 1998, elle est invitée au centre Acantes associé au Festival d'Avignon.
Une série d'événements fêtent son 90e anniversaire : un nouvel enregistrement par l'Orchestre du Gewandhaus de Leipzig et de nombreux concerts en Europe, aux États-Unis, et à Kazan, capitale de sa région d'origine.
Sofia Goubaïdoulina meurt le 13 mars 2025 à l’âge de 93 ans,.

## Œuvres
- Chaconne (1962), pour piano
- Sonate (1965), pour piano en 3 mouvements (Allegro, Adagio et Allegretto)
- Jouets musicaux (1969), 14 pièces pour piano
- Quatuor à cordes no 1 (1971)
- Toccata-Troncata (1971), pour piano
- Invention (1974), pour piano
- Concerto pour basson et cordes basses (1975)
- De Profundis (1978)
- Introitus (1978), pour piano et orchestre de chambre
- Hommage à Marina Tsvetaïeva (1984), pour chœur
- Hommage à T. S. Eliot (1987), pour octuor et soprano
- In croce (1979-92), pour violoncelle et orgue
- Offertorium (1980), pour violon et orchestre. Commande de Gidon Kremer.
- Rejoice!, sonate pour violon et violoncelle (1981)
- Sieben Worte (1982), pour violoncelle, accordéon et cordes
- Et Exspecto (1985)
- Quatuor à cordes no 2 (1987)
- Quatuor à cordes no 3 (1987)
- Pro et Contra (1989), pour orchestre
- Alléluia (1990) oratorio
- Prière pour l'ère du Verseau (1991) — reprend les deux partitions précédentes, associées à l'oratorio Lauda, en une trilogie chorégraphique
- Cantique au soleil de saint François d'Assise (1997), pour violoncelle, chœur et percussions
- Trio pour violon, alto et violoncelle (1988)
- Quatuor à cordes avec bande magnétique (1993)
- In Erwartung, pour quatuor de saxophones et 6 percussionnistes (1994)
- Galgenlieder à trois (1996/1998)
- Passion selon saint Jean (2000)
- Pâques selon saint Jean, oratorio (2002)
- Réflexion sur le thème BACH (2002), commande du quatuor Brentano
- In Tempus Praesens, concerto pour violon, dédié à Anne-Sophie Mutter (2006/2007)
- Triple concerto (2017) pour violon, violoncelle, bayan et orchestre

## Prix et distinctions
- 1988 : Membre de l'Académie des arts de Berlin[16]
- 2002 : Prix Polar Music
- 2007 : Prix Bach de la Ville libre et hanséatique de Hambourg
- 2009 : Grand officier de l'ordre du Mérite de la République fédérale d'Allemagne
- 2017 : doctorat honoris causa du New England Conservatory of Music de Boston
- 2019 : Médaille d'or de la Royal Philharmonic Society

## Discographie
Son éditeur, Sikorski, tient sa discographie.
- Œuvre intégrale pour piano - Marcela Roggeri, piano (concert flâneries musicales de Reims, 2007, Transat productions TR161) (OCLC 658627992).
- In Tempus Praesens - Anne-Sophie Mutter, violon ; Orchestre symphonique de Londres dir. Valery Gergiev (2008, DG 477 7948) (OCLC 741387025)